# Forschungsbau
Unter dem Begriff Forschungsbau wird seit der Föderalismusreform in Deutschland die gemeinsame Förderung von Neu-, Um- oder Erweiterungsbauten einschließlich Großgeräten an Hochschulen verstanden, die in gemeinsamer, jeweils hälftiger Finanzierung des Bundes und des jeweiligen Bundeslandes stehen und die gemeinsame Förderung von Hochschulbauten nach dem Hochschulbauförderungsgesetz ablöst. Grundlage hierfür ist der neu geschaffene Artikel 91b Abs. 1 Nr. 3 des Grundgesetzes. Als Forschungsbauten sind Gebäude anzusehen, die wesentlich der Forschung dienen, ein Alleinstellungsmerkmal vor dem Hintergrund der zwingend notwendigen kohärenten Forschungsprogrammatik aufweisen und über ein Investitionsvolumen von über 5 Mio. Euro hinausgehen. Die Länder reichen in einem zweistufigen Begutachtungsverfahren entsprechende Anträge beim mit der Durchführung beauftragten Wissenschaftsrat ein, ein Bewilligungsausschuss entscheidet über die Ablehnung bzw. Bewilligung und Reihung der Anträge nach Prioritäten.

## Charakteristika eines Forschungsbaus
Forschungsbauten dienen als inhaltlich von anderen Einrichtungen abgrenzbare und zusammenhängende Neu-, Um- oder Erweiterungsbauten zu einem wesentlichen Teil der Forschung. Sie folgen dabei einer Forschungsprogrammatik, die – als Grundlage für eine erfolgreiche Beantragung – durch inhaltliche Kohärenz sowie wissenschaftliche Qualität der beteiligten Forscher in der Begutachtung überzeugen muss.
Das zukünftig zu bearbeitende Forschungsprogramm und der zu erwartende Zeithorizont bestimmen dabei die wesentlichen Anforderungen an den Forschungsbau und die darin ggf. benötigten bzw. enthaltenen Großgeräte. Das inhaltliche Programm eines Forschungsbaus liefert auch wesentlichen Begründungen hinsichtlich möglicher Alleinstellungsmerkmale, die ausschlaggebend für eine Förderentscheidung sind. Liegen keine solchen Merkmale vor, dürfte sich der Bund im Rahmen der Aufgabenteilung zwischen Bund und Ländern nicht an der Finanzierung beteiligen. Die finanzielle Förderung der Errichtung wäre dann ausschließlich Angelegenheit des jeweiligen Landes.

## Ablauf des Verfahrens
Anträge für solche Forschungsbauten können von den Hochschulen eines Landes über die zuständigen Fachministerien an den Wissenschaftsrat als Antrag des jeweiligen Landes gestellt werden. Das Verfahren selbst läuft – wie seit der Exzellenzinitiative in vielen Bereichen der Forschungsförderung üblich – in einem zweistufigen Verfahren ab. Sowohl die Antragsskizze als auch der Antrag selbst werden dabei mittels einer hierfür entwickelten Datenbank elektronisch an den Wissenschaftsrat übermittelt. Dabei sind auch entsprechende Freigabeprozeduren für die jeweiligen Instanzen innerhalb der Hochschule (meist Bauabteilungen in der Verwaltung), der zuständigen Fachministerien und beim Wissenschaftsrat bzw. dem Bund implementiert.

### Erste Stufe des Verfahrens
In einer ersten Stufe reicht die Antrag stellende Hochschule eine sechs Seiten umfassende Antragsskizze ein. Die Antragsskizze fokussiert dabei wesentlich auf die Darstellung des Forschungsprogramms und die Argumentation für deren überregionale Bedeutung. Angaben über die Binnenorganisation eines Forschungsbaus oder genauere Abschätzungen über den zu erwartenden Finanzmittelbedarf stehen hier noch nicht im Vordergrund. Antragsskizzen können einmal im Jahr zum 15. September (bis 2011: 15. November) eingereicht werden. Diese werden dann durch die Geschäftsstelle des Wissenschaftsrates an entsprechend bestellte Fach-Gutachter weitergeleitet und dort geprüft. Auf Basis der Gutachterempfehlungen trifft der Bewilligungsausschuss in der Regel nach etwa zwei Monaten (meist Mitte oder Ende Januar) die Entscheidung darüber, ob eine Antragsskizze zur Vollantragstellung aufgefordert wird. Abgelehnte Antragsskizzen können entweder auf Basis der Gutachterhinweise überarbeitet werden oder erhalten ein klares Votum, mit diesem Programm und in dieser Konfiguration nicht noch einmal anzutreten.

### Zweite Stufe des Verfahrens
Zur Antragstellung aufgeforderte Projekte haben dann die Möglichkeit, binnen ca. zwei Monaten aus den in der sechsseitigen Antragsskizze gelegten Grundlagen einen 30 Seiten umfassenden Vollantrag zu entwickeln, der bis zum 20. Januar (bis 2012: 15. März) erneut über das zuständige Fachministerium einzureichen ist. Das jeweilige Land geht mit der Einreichung des Antrags meist auch entsprechende Zusagen über die Finanzierung ein. Die Anträge werden nunmehr erneut Gutachtern vorgelegt, die entsprechende Empfehlungen an den Bewilligungsausschuss geben. Als Grundlage der Bewertung der Anträge dienen – wie bereits bei den Antragsskizzen auch – folgende Kriterien:
- Ziele des Projektes sowie Bedeutung des Forschungsbaus für die Umsetzung der Projektziele
- Überregionales Alleinstellungsmerkmal und ggf. sogar internationaler Stellenwert des Forschungsbaus
- Kohärenz des Forschungsprogramms und Prägnanz der Darstellung (mit inbegriffen sind hier auch die wissenschaftliche Qualität der Antragsteller und das Innovationspotential, welches sich aus der Forschungsprogrammatik ergeben könnte)
- Wichtigkeit der Realisierung des Forschungsbaus für die Weiterentwicklung der beantragenden Hochschule
- Nachgewiesene Kompetenzen der Beteiligten im Hinblick auf die Forschungsprogrammatik
- Weitere Ziele (Technologietransfer, Netzwerkbildung mit außeruniversitären Forschungseinrichtungen usw.) und die Wahrscheinlichkeit, diese mit Hilfe des Forschungsbaus zu erreichen

Kann ein Antrag in diesen genannten Kriterien sowohl die Gutachter als auch den über die Förderung und Priorisierung der Anträge entscheidenden Bewilligungsausschuss überzeugen, werden die ggf. gekürzten Mittel zur Realisierung des Forschungsbaus wie beantragt meist gemäß einem Mittelabrufplan zur Verfügung gestellt. Formal wird die Förderentscheidung zuvor noch von der Gemeinsamen Wissenschaftlichen Kommission von Bund und Ländern bestätigt, bevor die Mittel tatsächlich bereitgestellt werden. Das jeweilige Land kann jedoch bereits auf eigenes Risiko bereits nach Entscheidung des Bewilligungsausschusses mit der Umsetzung beginnen. Es liegt in der Hoheit der zuständigen Fachministerien und der nachgeordneten Dienststellen (z. B. Staatshochbauämter), für eine dem Zeitplan folgende Umsetzung in Abstimmung mit der Hochschule Sorge zu tragen.

### Bewertung des Verfahrens
Betrachtet man sowohl die erste als auch die zweite Runde des Verfahrens, so lässt sich feststellen, dass die erste Runde und das dazugehörige Auswahlverfahren die weitaus höhere Hürde darstellt. Die Erfolgsquote in der ersten Stufe lag beispielsweise in der Förderphase 2009 (Entscheidungen im Jahr 2008) bei etwa einem Drittel. Antragsskizzen, die zur Antragstellung aufgefordert wurden, haben dann auf Grundlage der qualifizierten Gutachterstellungnahmen die Möglichkeit zur Weiterentwicklung; die Erfolgsquote liegt in der zweiten Stufe deutlich höher bei etwa zwei Drittel, wobei nicht berücksichtigte Anträge eher zur erneuten Überarbeitung zurückgestellt werden.

## Bewilligte Forschungsbauten (Auswahl)

### Forschungsbauten 2007
| Reihung | Hochschule             | Forschungsbau | Gesamtvolumen [T€] |
| ------- | ---------------------- | --- | ------------------ |
| A       | TU Dresden             | Neubau des Zentrums für Regenerative Therapien                                                                              | 37.651             |
| B       | U München              | Ausstattung des Astrophysikalischen Observatoriums auf dem Wendelstein mit einem vollautomatischen Hochtechnologie-Teleskop | 06.400             |
| C       | Universität Stuttgart  | Neubau Raumfahrtzentrum Baden-Württemberg (RZBW)                                                                            | 08.566             |
| D       | Universität Bremen     | Ingenieurwissenschaftliches Forschungsgebäude (Photec)                                                                      | 15.343             |
| E       | Universität Heidelberg | Forschungsbau für das Physikalische Institut                                                                                | 29.790             |
| F       | TiHo Hannover          | L3plus/S3 Forschungslabor Infektionsmedizin mit Tierhaltung                                                                 | 06.171             |

### Forschungsbauten 2008
| Reihung | Hochschule                   | Forschungsbau                                                                            | Gesamtvolumen [T€] |
| ------- | ---------------------------- | ---------------------------------------------------------------------------------------- | ------------------ |
| A       | TU München                   | Neubau eines Zentrums für Nanotechnologie und Nanomaterialien (CNN)                      | 13.932             |
| B       | TH Aachen                    | Neubau E.ON Energy Research Center (ERC)                                                 | 21.237             |
| C       | Klinikum U Erlangen-Nürnberg | Errichtung eines Forschungsgebäudes „Translational Research Center (TRC)“                | 23.122             |
| D       | U Frankfurt                  | Neubau Exzellenzcluster Makromolekulare Komplexe                                         | 24.703             |
| E       | U Oldenburg                  | Neubau für die Forschungszentren Neuro-Sensorik und Sicherheitskritische Systeme (NeSSy) | 10.800             |
| F       | U Osnabrück                  | „European Legal Studies Institute“ (ELSI)                                                | 06.895             |
| G       | Charité - Uni-Med. Berlin    | Forschungszentrum für Neuro- und Immunwissenschaften                                     | 41.497             |
| H       | TU München                   | Forschungszentrum für Katalyse (CRC)                                                     | 57.710             |
| I       | U Hamburg                    | Zentrum für Optische Quantentechnologien                                                 | 06.498             |
| J       | U Gießen                     | Neubau für den Exzellenzcluster „Kardio-Pulmonales System (ECCPS)“                       | 09.460             |
| K       | U Karlsruhe (TH)             | Forschungsbau „Interdisziplinäre Fahrzeugsystemtechnik“                                  | 10.940             |
| L       | U Göttingen                  | Kulturwissenschaftliches Zentrum                                                         | 20.500             |

### Forschungsbauten 2009
| Reihung | Hochschule           | Forschungsbau                                                                                 | Gesamtvolumen [T€] |
| ------- | -------------------- | --------------------------------------------------------------------------------------------- | ------------------ |
| A       | U Tübingen           | Forschungsbau der Neurowissenschaften                                                         | 32.900             |
| B       | TU Braunschweig      | Campus Forschungsflughafen                                                                    | 22.807             |
| C       | U Frankfurt          | Neubau für das Exzellenzcluster "Die Herausbildung normativer Ordnungen"                      | 08.252             |
| D       | U Tübingen           | Neubau eines Forschungsgebäudes für das Zentrum für Molekularbiologie der Pflanzen (ZMBP)     | 43.113             |
| E       | U Hannover           | Neubau eines Laboratoriums für Nano- und Quantenengineering (LNQE)                            | 12.800             |
| F       | U Frankfurt          | Neubau "European Cardiovascular Science Center" (ECSCF)                                       | 31.582             |
| G       | U Saarland (Homburg) | Neubau Center for Integrative Physiology and Molecular Medicine (CIPMM)                       | 31.590             |
| H       | U Hamburg            | Forschungsgebäude Klima Campus Hamburg                                                        | 05.760             |
| I       | U München            | Errichtung eines Zentrums für Angewandte Zellforschung                                        | 98.565             |
| J       | U Greifswald         | Greifswald Center of Drug Absorption and Drug Transport                                       | 17.357             |
| K       | U Köln               | CECAD-Neubau                                                                                  | 72.101             |
| L       | TiHo Hannover        | Zentrum für Zoonoseforschung                                                                  | 17.912             |
| M       | U Freiburg           | Neustrukturierung Physiologisches Institut (Zentrum "Synapsenproteomik und Synapsenfunktion") | 13.010             |
| N       | TU Cottbus           | Neubau Zentrum für Energietechnologie                                                         | 10.886             |
| O       | TH Aachen            | Ersatzbau für das Institut für Textiltechnik (INNOTEX)                                        | 13.340             |
| P       | TU München           | Internationales Getränkewissenschaftliches Zentrum Weihenstephan                              | 24.900             |
| Q       | U Hamburg            | Center for Free-Electron Laser Science (CFEL)                                                 | 28.578             |

### Forschungsbauten 2010
| Reihung | Hochschule          | Forschungsbau                                              | Gesamtvolumen [T€] |
| ------- | ------------------- | ---------------------------------------------------------- | ------------------ |
| A       | U Erlangen-Nürnberg | Interdisziplinäres Zentrum für funktionale Partikelsysteme | 09.010             |
| B       | TU Darmstadt        | Neubau für den Exzellenzcluster "Smart Interfaces"         | 10.800             |
| C       | U Hamburg           | Center for Free Electron Laser Science (CFEL)              | k. A.              |
| D       | U Freiburg          | Zentrum für Translationale Zellforschung (ZTZ)             | 20.940             |
| E       | U Tübingen          | Ganzkörper-PET/MR                                          | 06.564             |
| F       | U Jena              | Abbe Center of Photonics (ACP)                             | 22.641             |
| G       | TH Aachen           | Center for Mobile Propulsion (CMP)                         | 34.968             |
| H       | U Heidelberg        | ELKA (Elementarprozesse in katalytischen Reaktionen)       | 17.360             |
| I       | TU München          | Nationales/europäisches Zentrum für Supercomputing         | 49.850             |
| J       | U Konstanz          | Zentrum für Chemische Biologie (CCB)                       | 20.218             |
| K       | U Marburg           | Zentrum für Tumor- und Immunbiologie (ZTI)                 | 48.993             |
| L       | U Rostock           | Komplexe Molekulare Systeme                                | 19.881             |
| M       | U Duisburg-Essen    | NETZ - NanoEnergieTechnikZentrum                           | 55.300             |
| N       | U Weimar            | Digital Bauhaus Lab                                        | 07.414             |
| O       | TU Braunschweig     | Niedersächs. Forschungszentrum Fahrzeugtechnik (NFF)       | 48.917             |
| P       | FU Berlin           | Kleine Fächer - 3. BA Obstbaugelände                       | 36.845             |

### Forschungsbauten 2011
| Reihung | Hochschule         | Forschungsbau                                                                                              | Gesamtvolumen [T€] |
| ------- | ------------------ | --- | ------------------ |
| A       | U Bielefeld        | Interaktive Intelligente Systeme                                                                           | 32.024             |
| B       | U Marburg          | Forschungszentrum Deutscher Sprachatlas                                                                    | 07.225             |
| C       | U Lübeck/Med.      | Interdisziplinäres Zentrum Gehirn, Hormone und Verhalten - Center of Brain, Behavior und Metabolism (CBBM) | 38.245             |
| D       | MH Hannover        | Niedersächsisches Zentrum für Biomedizintechnik/Implantat-Forschung (NZ-BMT)                               | 53.831             |
| E       | U München          | Centre for Advanced Laser Applications (CALA)                                                              | 63.000             |
| F       | U Karlsruhe (KIT)  | Neubau "Materialwissenschaftliches Zentrum für Energiesysteme (MZE)"                                       | 35.783             |
| G       | FH Ingolstadt      | Center of Automotive Research on Integrated Safety Systems and Measurement Area (CARISSMA)                 | 25.900             |
| H       | U Hannover         | Neubau eines Zentrums für Biomolekulare Wirkstoffe (BMWZ)                                                  | 20.036             |
| I       | U Freiburg         | Neubau "Freiburger Zentrum für interaktive Werkstoffe und bioinspirierte Technologien (FIT)"               | 22.710             |
| J       | U München          | Forschungszentrum für Molekulare Biosysteme (BioSysM)                                                      | 28.600             |
| K       | U Halle-Wittenberg | Forschungsneubau "Proteinzentrum Halle"                                                                    | 38.280             |
| L       | TH Aachen          | Center for Next Generation Processes and Products (NGP²)                                                   | 48.297             |
| M       | HS Mittweida/FH    | Forschungsbau "Institut für Lasertechnik"                                                                  | 21.515             |

### Forschungsbauten 2012
| Reihung | Hochschule       | Forschungsbau                                                                                           | Gesamtvolumen [T€] |
| ------- | ---------------- | --- | ------------------ |
| A       | U Würzburg       | Neubau Comprehensive Heart Failure Center (CHFC)                                                        | 44.467             |
| B       | U Hannover       | Hannoversches Institut für Technologie (HITec)                                                          | 29.516             |
| C       | TU München       | Forschungszentrum für Translationale Onkologie (TranslaTUM)                                             | 48.103             |
| D       | TU Braunschweig  | Zentrum für Pharmaverfahrenstechnik (PVZ)                                                               | 28.687             |
| E       | U Bochum         | Zentrum für molekulare Spektroskopie und Simulation solvensgesteuerter Prozesse (ZEMOS)                 | 43.760             |
| F       | TH Aachen        | CWD - Center for Wind Power Drives                                                                      | 25.200             |
| G       | U Heidelberg     | Center for Advanced Materials (CAM)                                                                     | 25.180             |
| H       | U Mainz          | Struktur, Symmetrie und Stabilität von Materie und Antimaterie der Johannes Gutenberg-Universität Mainz | 28.469             |
| I       | U Tübingen       | Forschungsinstitut für Augenheilkunde (FIA)                                                             | 26.090             |
| J       | U Bayreuth       | 1 GHz NMR-Spektrometer                                                                                  | 12.000             |
| K       | U Hamburg        | Center for Hybrid Nanostructures (CHYN)                                                                 | 42.734             |
| L       | U Frankfurt      | Pädiatrisches Zentrum für Stammzelltransplantation und Zelltherapie (PZStZ)                             | 15.182             |
| M       | Klinikum U Mainz | Paul Klein-Zentrum für Immunintervention (PKZI) der Universitätsmedizin Mainz                           | 34.002             |

### Forschungsbauten 2013
| Reihung | Hochschule    | Forschungsbau | Gesamtvolumen [T€] |
| ------- | ------------- | --- | ------------------ |
| A       | TH Aachen     | Center for Biohybrid Medical Systems (CBMS)                                                                        | 39.279             |
| A       | U Bonn        | Forschungs- und Technologiezentrum Detektorphysik                                                                  | 33.216             |
| A       | U Heidelberg  | Center for Integrative Infectious Disease Research Heidelberg (CIID)                                               | 26.446             |
| A       | KIT Karlsruhe | Forschungshochleistungsrechner am KIT (ForHLR)                                                                     | 25.823             |
| A       | ZI Mannheim   | Zentrum für Innovative Psychiatrie- und Psychotherapieforschung (ZIPP) am Zentralinstitut für Seelische Gesundheit | 30.712             |
| A       | U Oldenburg   | Forschungslabor für Turbulenz und Windenergiesysteme                                                               | 20.469             |
| G       | TU Chemnitz   | Zentrum für Materialien, Architekturen und Integration von Nanomembranen (MAIN)                                    | 43.609             |
| H       | U Bochum      | Zentrum für Grenzflächendominierte Höchstleistungswerkstoffe (ZGH)                                                 | 39.881             |
| I       | U Greifswald  | Greifswald Center for Functional Genomics of Microbes (CFGM)                                                       | 27.320             |

### Forschungsbauten 2014
| Reihung | Hochschule          | Forschungsbau                                                                                | Gesamtvolumen [T€] |
| ------- | ------------------- | -------------------------------------------------------------------------------------------- | ------------------ |
| A       | U Erlangen-Nürnberg | Interdisziplinäres Zentrum für nanostrukturierte Filme (IZNF)                                | 39.927             |
| A       | U Heidelberg        | Centre for Asian and Transcultural Studies (CATS)                                            | 20.195             |
| A       | U Mainz             | Forschungszentrum für Translationale Neurowissenschaften (FTN) der Universitätsmedizin Mainz | 42.868             |
| A       | TU München          | Bayerisches NMR-Zentrum (BNMRZ)                                                              | 30.665             |
| E       | HU Berlin           | Hybridsysteme für Elektronik, Optoelektronik und Photonik                                    | 37.418             |
| E       | U Düsseldorf        | Zentrum für Synthetische Lebenswissenschaften Düsseldorf (ZSL)                               | 36.190             |
| E       | U Münster           | Center for Soft Nanoscience (SoN)                                                            | 34.042             |
| H       | U Osnabrück         | Center of Cellular Nanoanalytics Osnabrück (CellNanOs)                                       | 19.855             |
| I       | TU Braunschweig     | Laboratory for Emerging Nanometrology (LENA)                                                 | 29.031             |

### Forschungsbauten 2015
| Reihung | Hochschule        | Forschungsbau                                                           | Gesamtvolumen [T€] |
| ------- | ----------------- | ----------------------------------------------------------------------- | ------------------ |
| A       | TH Aachen         | Research Center for Digital Photonic Production (CDPP)                  | 55.656             |
| A       | TU Darmstadt      | Center for IT-Security                                                  | 10.492             |
| A       | U Gießen          | Center for Infection and Genomics of the Lung (CIGL)                    | 22.739             |
| A       | TU Kaiserslautern | Laboratory for Advanced Spin Engineering (LASE)                         | 39.425             |
| A       | U Marburg         | Zentrum für Synthetische Mikrobiologie (SYNMIKRO)                       | 49.818             |
| A       | U Ulm             | Zentrum für Quanten-Biowissenschaften (ZQB)                             | 26.961             |
| A       | U Mainz           | Programmatisch-strukturelle Linie „Hochleistungsrechner“: MOGON II      | 08.700             |
| G       | U Münster         | Multiscale Imaging Centre (MIC)                                         | 62.572             |
| H       | U Frankfurt       | Höchstfeld-NMR-Spektroskopie zur Untersuchung makromolekularer Komplexe | 24.067             |
| I       | U Bochum          | Forschungsbau für molekulare Protein-Diagnostik (ProDi)                 | 47.998             |
| J       | FU Berlin         | Tiermedizinisches Zentrum für Resistenzforschung (TZR)                  | 28.386             |
| K       | U Hannover        | Dynamik der Energiewandlung (DEW)                                       | 34.049             |

### Forschungsbauten 2016
| Reihung | Hochschule  | Forschungsbau                                                                                                 | Gesamtvolumen [T€] |
| ------- | ----------- | --- | ------------------ |
| A       | U Freiburg  | Neubau Freiburg Institute for Machine-Brain Interfacing Technology (IMBIT)                                    | 36.770             |
| A       | U Mainz     | Centrum für Fundamentale Physik (CFP)                                                                         | 61.300             |
| A       | U Marburg   | Forschungszentrum Deutsches Dokumentations-zentrum für Kunstgeschichte Bildarchiv Foto Marburg (DDKBFM)       | 18.665             |
| A       | U Stuttgart | Neubau Zentrum für Angewandte Quantentechnologie (ZAQuant)                                                    | 39.173             |
| A       | U Würzburg  | Institut für Topologische Isolatoren (ITI)                                                                    | 15.240             |
| A       | TH Aachen   | Programmatisch-strukturelle Linie „Hochleistungsrechner“: Hochleistungsrechencluster in Aachen - Claix        | 21.660             |
| F       | HS Aalen    | Zentrum innovativer Materialien und Technologien für effiziente elektrische Energiewandler-Maschinen (ZiMATE) | 16.322             |
| F       | FU Berlin   | Supramolekulare Funktionale Architekturen an Biogrenzflächen (SupraFAB)                                       | 37.578             |
| F       | TU Freiberg | Neubau Zentrum für effiziente Hochtemperatur-Stoffwandlung (ZeHS)                                             | 41.510             |
| F       | TU München  | Center for Functional Protein Assemblies (CPA)                                                                | 39.926             |
| F       | U München   | Institut für Chemische Epigenetik (ICEM)                                                                      | 38.735             |

### Forschungsbauten 2017
| Reihung | Hochschule          | Forschungsbau                                                                                                 | Gesamtvolumen [T€] |
| ------- | ------------------- | --- | ------------------ |
| A–E     | TU Berlin           | Interdisziplinäres Zentrum für Modellierung und Simulation (IMoS)                                             | 34.529             |
| A–E     | U Erlangen-Nürnberg | Erlangen Centre for Astroparticle Physics: ECAP Laboratory                                                    | 39.800             |
| A–E     | U Freiburg          | Institute for Disease Modeling and Targeted Medicine (IMITATE)                                                | 56.936             |
| A–E     | U Konstanz          | Center for Visual Computing of Collectives (VCC)                                                              | 31.845             |
| A–E     | U Würzburg          | Institut für nachhaltige Chemie und Katalyse mit Bor als Schlüsselelement - ICB                               | 19.357             |
| F–J     | TH Aachen           | Center for Ageing, Reliability and Lifetime prediction of Electrochemical and Power Electronic Systems (CARL) | 59.612             |
| F–J     | U Bochum            | Forschungszentrum für das Engineering Smarter Produkt-Service Systeme (ZESS)                                  | 27.637             |
| F–J     | U Erfurt            | Attraktion - Repulsion - Indifferenz: Eine kulturvergleichende Analyse von Weltbeziehungen                    | 09.783             |
| F–J     | U Hamburg           | Hamburg Advanced Research Centre for Bioorganic Chemistry (HARBOR)                                            | 32.658             |
| F–J     | U Saarland/Med.     | Präklinisches Zentrum für Molekulare Signalverarbeitung (PZMS)                                                | 43.629             |
| A       | U Göttingen         | Hochleistungsrechner im HLRN-Verbund (HLRN-IV)                                                                | 30.000             |
| B       | TU Dresden          | Erweiterung des Hochleistungsrechners HRSK-II für skalierbare Datenanalyse: HPC Data Analytics (HPC-DA)       | 10.000             |